# Palmanova
Palmanova is een gemeente in de Italiaanse provincie Udine (regio Friuli-Venezia Giulia) en telt ongeveer 5500 inwoners (31 december 2013). De oppervlakte bedraagt 13,3 km², de bevolkingsdichtheid is 411 inwoners per km².
De volgende frazioni maken deel uit van de gemeente: Jalmicco, Sottoselva, San Marco.

## Geschiedenis
Palmanova is ontstaan op 7 oktober 1593; de bouwheer was Marino Grimani, die later doge van Venetië werd. De Republiek Venetië bepaalde deze datum ter herinnering aan twee gebeurtenissen in haar geschiedenis. Allereerst was het de dag waarop Sint Justine, die de patroonheilige van Palmanova zou worden, werd herdacht; verder was het de verjaardag van de Slag bij Lepanto tegen de Turken op 7 oktober 1571. De nieuwe vesting was belangrijk als grens met het Turkse rijk, niet alleen voor Venetië, maar ook voor het christendom.
Na de Vrede van Campo Formio ging de vesting op in het Oostenrijkse Imperium en in 1805 werd het door Napoleon Bonaparte veroverd. In 1806 kwam Palmanova bij het Koninkrijk Italië. Na de nederlaag van Napoleon in 1814 werd Palmanova een deel van het Habsburgse Rijk tot 1866, met als enige onderbreking de opstand van 1848. Na de volksstemming van 1866 werd Palmanova aan het Koninkrijk Italië toegevoegd.

## De vesting
De Italianen waren in de 16de eeuw meesters in het bouwen van vestingen. De vesting van Palmanova dateert uit het einde van die eeuw, uit dezelfde periode als de Naarden-Vesting. Sinds 2017 staat de vesting op de UNESCO Werelderfgoedlijst, samen met vijf andere Venetiaanse verdedigingswerken van de 15e tot 17e eeuw.
In het midden van de vesting ligt een groot plein, waar rondom witte 17de-eeuwse beelden staan op de hoeken van de straten die erop uitkomen, behalve één straat, waar kleinere donkere beelden op ronde zuilen staan. Ook staat de kathedraal van Palmanova aan dit plein. Deze kathedraal wordt toegeschreven aan architect Vincenzo Scamozzi (1548-1616). De voorgevel heeft vier verticale zuilen, waartussen zich drie portieken bevinden. De klokkentoren dateert uit de tweede helft van de 18de eeuw. De proporties met de kathedraal kloppen niet helemaal, omdat de toren niet zichtbaar mocht zijn vanaf buiten het fort. Binnen staat nog een militair altaar (Altare delle Milizie), gemaakt door Alessandro Varotari in 1641.

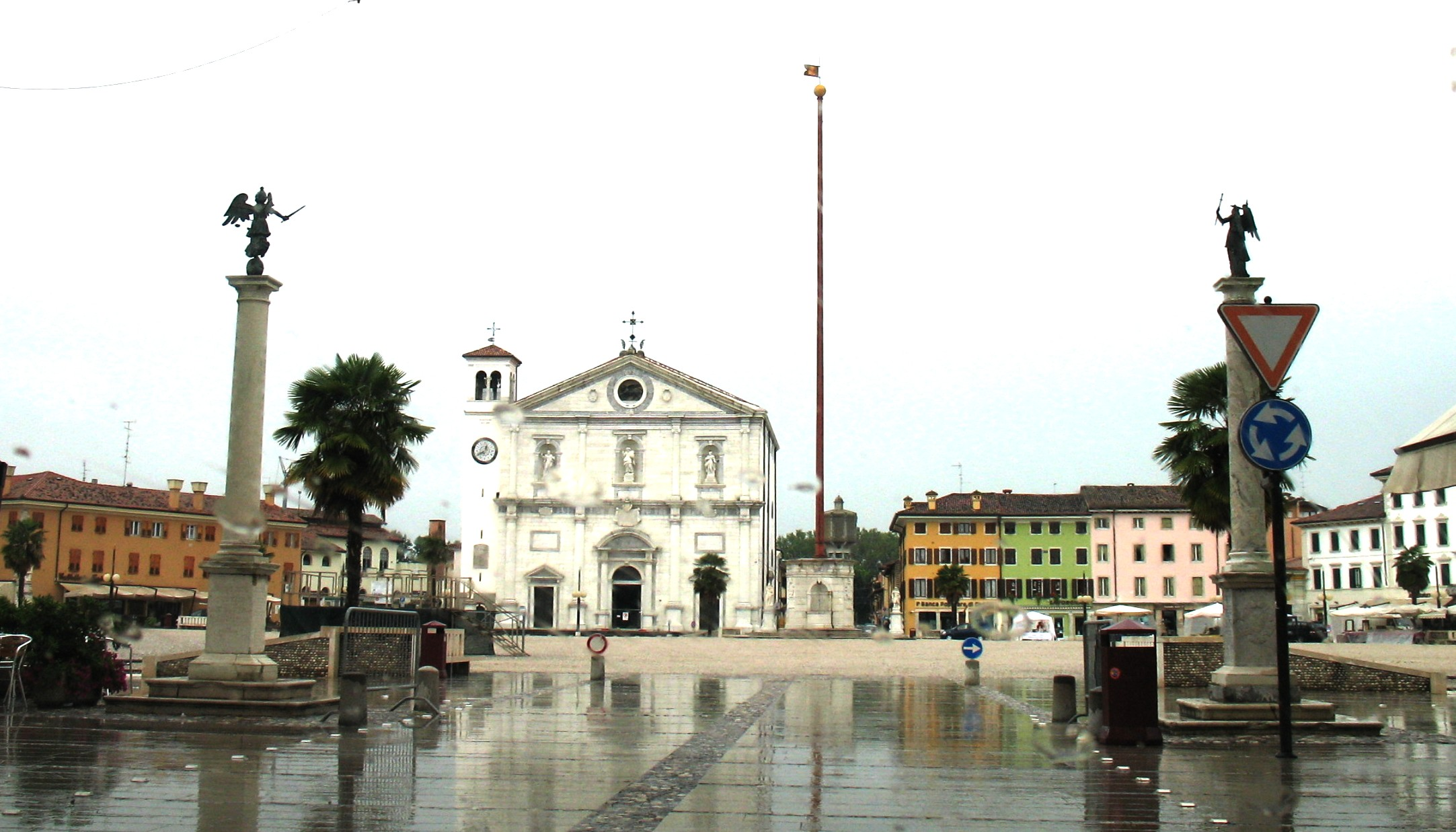
Het centrale plein
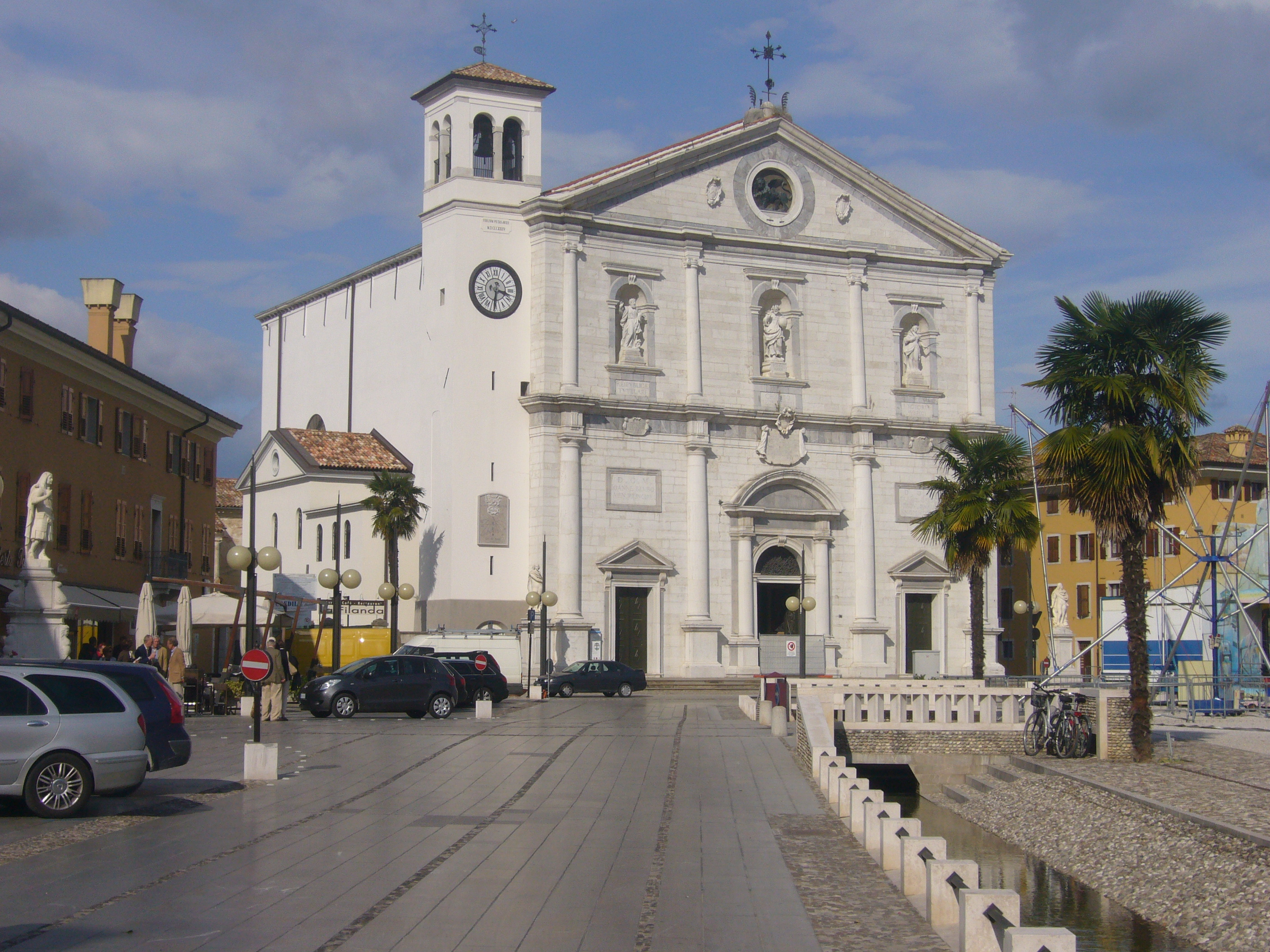
Kathedraal
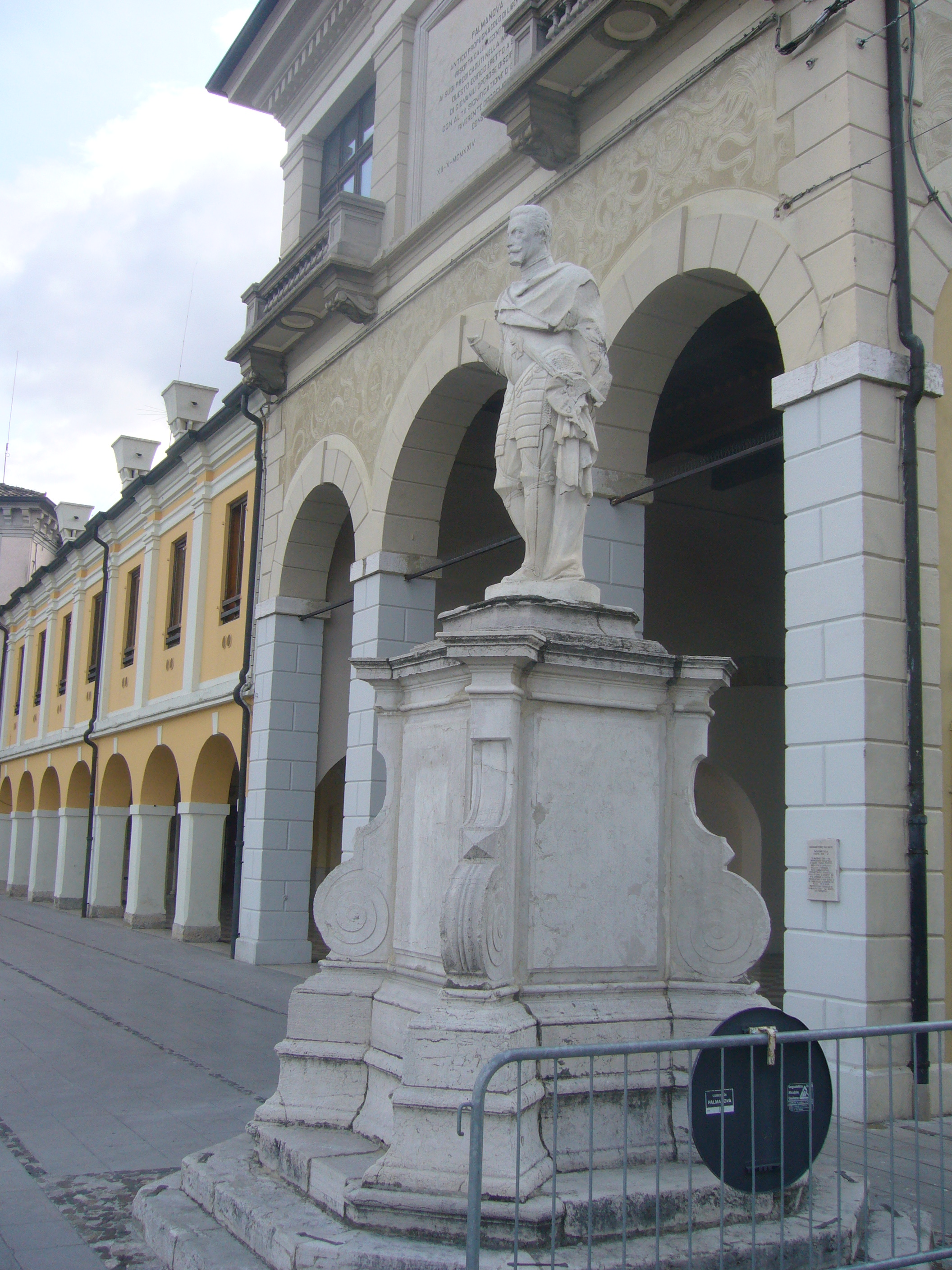
Marcantoni Barbaro (1628)
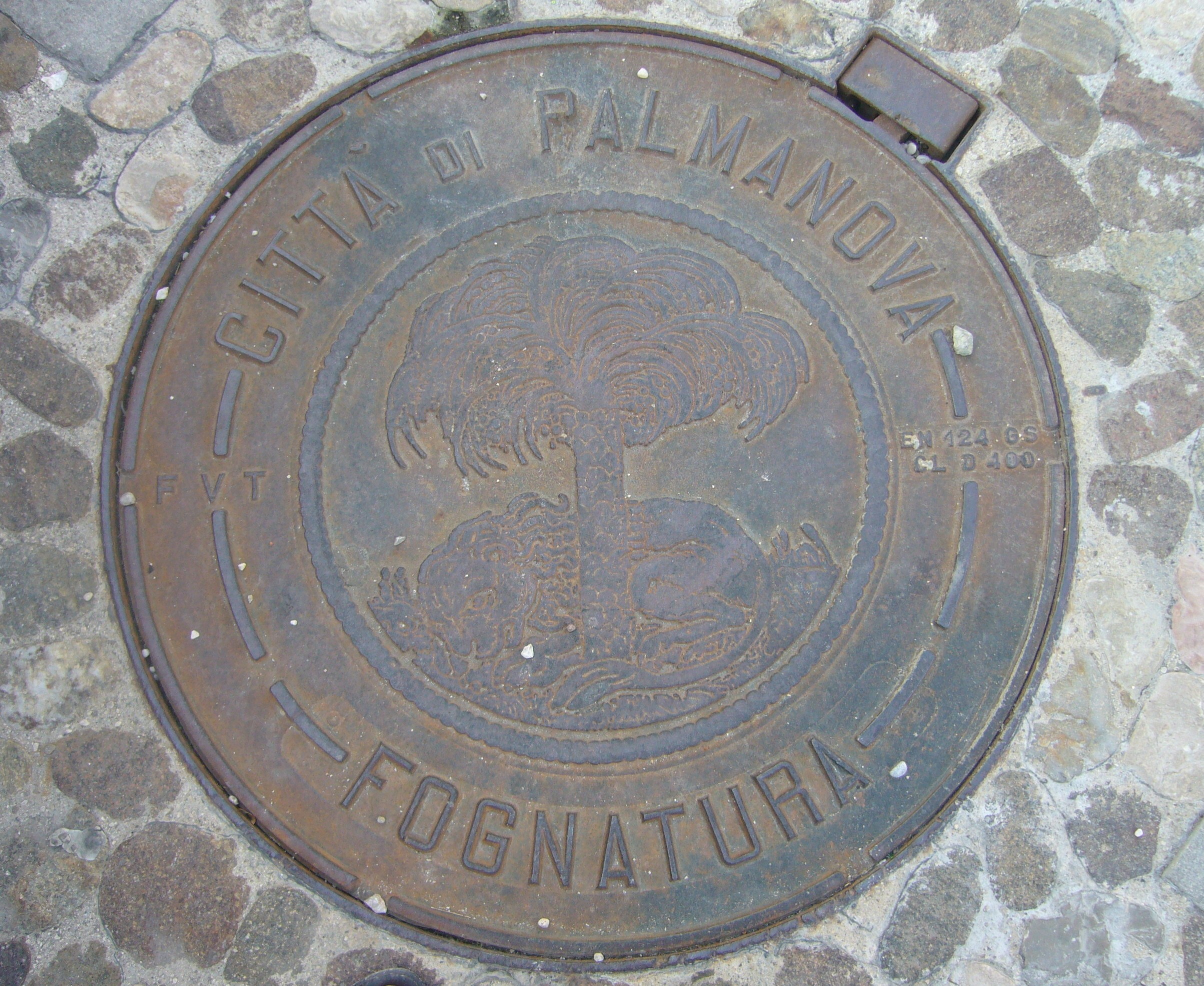
Putdeksel met palm

## Demografie
Palmanova telt ongeveer 2236 huishoudens. Het aantal inwoners daalde in de periode 1991-2001 met 2,6% volgens cijfers uit de tienjaarlijkse volkstellingen van ISTAT.
| Jaar | Inwoneraantal |
| ---- | ------------- |
| 1991 | 5483          |
| 2001 | 5340          |
| 2004 | 5413          |
| 2013 | 5465          |

## Geografie
Palmanova ligt op ongeveer 27 m boven zeeniveau, en grenst aan de volgende gemeenten: Bagnaria Arsa, Gonars, San Vito al Torre, Santa Maria la Longa, Trivignano Udinese, Visco.
Sinds 1963 heeft Coevorden een slapende stedenband met Palmanova.